# 1519 Kajaani
1519 Kajaani је астероид главног астероидног појаса са пречником од приближно 26,37 .
Афел астероида је на удаљености од 3,879 астрономских јединица (АЈ) од Сунца, а перихел на 2,366 АЈ.
Ексцентрицитет орбите износи 0,242, инклинација (нагиб) орбите у односу на раван еклиптике 12,610 степени, а орбитални период износи 2015,821 дана (5,519 година).
Апсолутна магнитуда астероида је 11,40 а геометријски албедо 0,070.
Астероид је откривен 15. октобра 1938. године.